# Syahmi Safari
Muhammad Syahmi bin Safari (Selangor, 5 febbraio 1998) è un calciatore malaysiano, difensore dello Johor Darul Ta'zim e della Nazionale malaysiana.

## Carriera

### Club
Ha iniziato la propria carriera nelle giovanili di Sekolah Sukan Bukit Jalil, Harimau Muda e Selangor. Nel 2017 il Selangor lo ha promosso in prima squadra. Il 15 gennaio 2022 è passato allo Johor Darul Ta'zim.

### Nazionale
Ha debuttato in Nazionale maggiore il 1º aprile 2018, nell'amichevole Malaysia-Bhutan (7-0), subentrando ad Ariff Farhan Isa al minuto 78. Ha messo a segno la sua prima rete con la maglia della selezione malaysiana il 5 dicembre 2018, in Thailandia-Malaysia (2-2), siglando il gol del momentaneo 0-2 al minuto 28 del primo tempo. Ha partecipato, con la selezione malaysiana, alle edizioni 2018 e 2020 della AFF Cup e alla Coppa d'Asia 2023. È sceso in campo, inoltre, nelle qualificazioni ai Mondiali 2022.

## Statistiche

### Cronologia presenze e reti in nazionale
Statistiche aggiornate al 15 dicembre 2024.

| Cronologia completa delle presenze e delle reti in nazionale ― Malaysia | Cronologia completa delle presenze e delle reti in nazionale ― Malaysia | Cronologia completa delle presenze e delle reti in nazionale ― Malaysia | Cronologia completa delle presenze e delle reti in nazionale ― Malaysia | Cronologia completa delle presenze e delle reti in nazionale ― Malaysia | Cronologia completa delle presenze e delle reti in nazionale ― Malaysia | Cronologia completa delle presenze e delle reti in nazionale ― Malaysia | Cronologia completa delle presenze e delle reti in nazionale ― Malaysia |
| Data                                                                    | Città                                                                   | In casa                                                                 | Risultato                                                               | Ospiti                                                                  | Competizione                                                            | Reti                                                                    | Note                                                                    |
| ----------------------------------------------------------------------- | ----------------------------------------------------------------------- | ----------------------------------------------------------------------- | ----------------------------------------------------------------------- | ----------------------------------------------------------------------- | ----------------------------------------------------------------------- | ----------------------------------------------------------------------- | ----------------------------------------------------------------------- |
| 1-4-2018                                                                | Kuala Lumpur                                                            | Malaysia                                                                | 7 – 0                                                                   | Bhutan                                                                  | Amichevole                                                              | -                                                                       | 78’                                                                     |
| 7-9-2018                                                                | Taipei                                                                  | Taiwan                                                                  | 2 – 0                                                                   | Malaysia                                                                | Amichevole                                                              | -                                                                       | 58’                                                                     |
| 10-9-2018                                                               | Phnom Penh                                                              | Cambogia                                                                | 1 – 3                                                                   | Malaysia                                                                | Amichevole                                                              | -                                                                       | 73’                                                                     |
| 16-10-2018                                                              | Malacca                                                                 | Malaysia                                                                | 0 – 1                                                                   | Kirghizistan                                                            | Amichevole                                                              | -                                                                       |                                                                         |
| 3-11-2018                                                               | Kuala Lumpur                                                            | Malaysia                                                                | 3 – 0                                                                   | Maldive                                                                 | Amichevole                                                              | -                                                                       | 46’                                                                     |
| 8-11-2018                                                               | Phnom Penh                                                              | Cambogia                                                                | 0 – 1                                                                   | Malaysia                                                                | AFF Cup 2018 - Gironi                                                   | -                                                                       |                                                                         |
| 12-11-2018                                                              | Kuala Lumpur                                                            | Malaysia                                                                | 3 – 1                                                                   | Laos                                                                    | AFF Cup 2018 - Gironi                                                   | -                                                                       |                                                                         |
| 16-11-2018                                                              | Hanoi                                                                   | Vietnam                                                                 | 2 – 0                                                                   | Malaysia                                                                | AFF Cup 2018 - Gironi                                                   | -                                                                       |                                                                         |
| 24-11-2018                                                              | Kuala Lumpur                                                            | Malaysia                                                                | 3 – 0                                                                   | Birmania                                                                | AFF Cup 2018 - Gironi                                                   | -                                                                       |                                                                         |
| 1-12-2018                                                               | Kuala Lumpur                                                            | Malaysia                                                                | 0 – 0                                                                   | Thailandia                                                              | AFF Cup 2018 - Semifinali                                               | -                                                                       |                                                                         |
| 5-12-2018                                                               | Bangkok                                                                 | Thailandia                                                              | 2 – 2                                                                   | Malaysia                                                                | AFF Cup 2018 - Semifinali                                               | 1                                                                       | 69’, 90+4’                                                              |
| 15-12-2018                                                              | Hanoi                                                                   | Vietnam                                                                 | 1 – 0                                                                   | Malaysia                                                                | AFF Cup 2018 - Finale                                                   | -                                                                       |                                                                         |
| 30-8-2019                                                               | Kuala Lumpur                                                            | Malaysia                                                                | 0 – 1                                                                   | Giordania                                                               | Amichevole                                                              | -                                                                       | 77’                                                                     |
| 5-10-2019                                                               | Kuala Lumpur                                                            | Malaysia                                                                | 6 – 0                                                                   | Sri Lanka                                                               | Amichevole                                                              | -                                                                       | 60’                                                                     |
| 10-10-2019                                                              | Hanoi                                                                   | Vietnam                                                                 | 1 – 0                                                                   | Malaysia                                                                | Qual. Mondiali 2022                                                     | -                                                                       | 65’ 90+1’                                                               |
| 9-11-2019                                                               | Kuala Lumpur                                                            | Malaysia                                                                | 1 – 0                                                                   | Tagikistan                                                              | Amichevole                                                              | -                                                                       |                                                                         |
| 14-11-2019                                                              | Kuala Lumpur                                                            | Malaysia                                                                | 2 – 1                                                                   | Thailandia                                                              | Qual. Mondiali 2022                                                     | -                                                                       | 81’                                                                     |
| 19-11-2019                                                              | Kuala Lumpur                                                            | Malaysia                                                                | 2 – 0                                                                   | Indonesia                                                               | Qual. Mondiali 2022                                                     | -                                                                       |                                                                         |
| 15-6-2021                                                               | Dubai                                                                   | Thailandia                                                              | 0 – 1                                                                   | Malaysia                                                                | Qual. Mondiali 2022                                                     | -                                                                       | 70’ 86’                                                                 |
| 6-12-2021                                                               | Singapore                                                               | Cambogia                                                                | 1 – 3                                                                   | Malaysia                                                                | AFF Cup 2020 - Gironi                                                   | -                                                                       |                                                                         |
| 9-12-2021                                                               | Singapore                                                               | Malaysia                                                                | 4 – 0                                                                   | Laos                                                                    | AFF Cup 2020 - Gironi                                                   | -                                                                       |                                                                         |
| 12-12-2021                                                              | Singapore                                                               | Vietnam                                                                 | 3 – 0                                                                   | Malaysia                                                                | AFF Cup 2020 - Gironi                                                   | -                                                                       |                                                                         |
| 19-12-2021                                                              | Singapore                                                               | Malaysia                                                                | 1 – 4                                                                   | Indonesia                                                               | AFF Cup 2020 - Gironi                                                   | -                                                                       |                                                                         |
| 27-5-2022                                                               | Kuala Lumpur                                                            | Malaysia                                                                | 4 – 0                                                                   | Brunei                                                                  | Amichevole                                                              | -                                                                       |                                                                         |
| 14-6-2023                                                               | Gong Badak                                                              | Malaysia                                                                | 4 – 1                                                                   | Isole Salomone                                                          | Amichevole                                                              | -                                                                       | 81’                                                                     |
| 9-9-2023                                                                | Chengdu                                                                 | Cina                                                                    | 1 – 1                                                                   | Malaysia                                                                | Amichevole                                                              | -                                                                       | 46’                                                                     |
| 8-1-2024                                                                | Doha                                                                    | Siria                                                                   | 2 – 2                                                                   | Malaysia                                                                | Amichevole                                                              | -                                                                       | 65’                                                                     |
| Totale                                                                  |                                                                         | Presenze                                                                | 27                                                                      |                                                                         | Reti                                                                    | 1                                                                       |                                                                         |

## Palmarès

### Club

#### Competizioni nazionali
- Liga Super: 3

Johor: 2022, 2023, 2024-2025
- Coppa della Malaysia: 3

Johor: 2022, 2023, 2024-2025
- Malaysia FA Cup: 3

Johor: 2022, 2023, 2024
- Piala Sumbangsih: 3

Johor: 2022, 2023, 2024